# Watervalmos
Watervalmos (Rhynchostegium riparioides) is een soort uit het geslacht Rhynchostegium.

## Determinatie
De soort vormt donkergroene tot zwarte matten. De stengel kan tot 10 cm lang worden en is spaarzaam vertakt. De bladeren hebben een min of meer holle vorm en zijn breed eirond tot eirond-langwerpig.

## Ecologie
Watervalmos komt voor op harde substraten die continu vochtig tot nat zijn door vooral basenrijk spatwater. De soort wordt vaak aangetroffen op oeverbeschoeiingen van steen en hout en ook in en langs watervallen, fonteinen en beken.

### Syntaxonomie
Watervalmos staat te boek als transgrediërende kensoort voor de naar haar vernoemde watervalmos-associatie (Rhynchostegietum riparioidis).